# Periergates badeni
Periergates badeni är en skalbaggsart som beskrevs av Bates 1885. Periergates badeni ingår i släktet Periergates och familjen långhorningar. Inga underarter finns listade i Catalogue of Life.